# Карбівка (Новоукраїнський район)
Ка́рбівка (раніше — Краснопілля) — село в Україні, у Добровеличківській селищній громаді Новоукраїнського району Кіровоградської області. Населення становить 396 осіб. Колишній центр Карбівської сільської ради.

## Географія
Селом тече Балка Гнила.

## Історія
Історія заснування села веде відлік з початку 18 століття, коли незаселені степи Дикого Поля почала заселяти Катерина II прикордонними полками для захисту від татарських набігів. У 1754 році на Дикому Полі було створено прикордонну область, яка називалась Новослобідський козацький полк. Для розміщення сотень полку було створено Фортецю святої Єлисавети (сучасний Кропивницький) та двадцять поселень (слобід):
1. Калинівка 2. Аджамка 3. Гола Кам'янка 4. Мурзинка — сучасна Нова Прага 5. Овнянка (сучасний Новий Стародуб), Бешка (сучасна Головківка (Олександрійський район)) 6. Верблюжка, Попельнасте (Попельнясте), Комісарівка 7. Зелене, Жовте 8. Мишурин Ріг, Боянська, Тройницька 9. Омельницьке 10. Кам'янка, Калужине 11. Бородаївка, Домоткань 12. Пушкарівка 13. Грузьке 14. Вись — сучасна Велика Виска 15. Плетений Ташлик 16. Сухий Ташлик 17. Красна (сучасна Липняжка) 18. Тернівка, Вільшанка (Тишківка) 19. Добрянка 20. Орел — (майбутнє місто Ольвіополь)
У 1782 році 30 липня за розпорядженням Новоросійської губернської креслярні була виділена земля капітану Олександру Карбовському, а 9 серпня була відмежована у кількості 1440 десятин землі на зведення 48 дворів та кінного заводу, північносхідніше слободи Красна (сучасне с. Липняжка) у верхів'ї балки Липняги. Спочатку село отримало назву Краснопілля (Червоне Поле), але вже з 50-х років XIX століття носить сучасну назву, яка утворилася від прізвища поміщика, засновника села.

## Населення
Згідно з переписом УРСР 1989 року чисельність наявного населення села становила 494 особи, з яких 217 чоловіків та 277 жінок.
За переписом населення України 2001 року в селі мешкало 476 осіб.

### Мова
Розподіл населення за рідною мовою за даними перепису 2001 року:
| Мова       | Відсоток |
| ---------- | -------- |
| українська | 95,82 %  |
| молдовська | 2,09 %   |
| російська  | 1,25 %   |
| білоруська | 0,84 %   |

## Культура
З 2007 року в селі щорічно відбувається фестиваль української народної творчості «Степограй».